# Źródło artezyjskie
Źródło artezyjskie, źródło wstępujące – rodzaj źródła, do którego woda pochodzi z wód artezyjskich – dopływa z głębi ziemi z warstwy artezyjskiej pod wpływem ciśnienia hydrostatycznego.